# 입력 장치
컴퓨팅에서 입력 장치(input device)는 컴퓨터 또는 정보 기기와 같은 정보 처리 시스템에 데이터와 제어 신호를 제공하는 데 사용되는 장비이다. 입력 장치의 예로는 컴퓨터 자판, 마우스, 이미지 스캐너, 카메라, 조이스틱, 마이크로폰 등이 있다.
입력 장치는 다음을 기준으로 분류할 수 있다.
- 출력의 양식 (예: 기계적 움직임, 오디오, 시각 등)
- 출력이 이산적인지 (예: 키 누름) 연속적인지 (예: 마우스의 위치는 이산적인 양으로 디지털화되지만 연속적인 것으로 간주될 만큼 충분히 빠름)
- 관련된 자유도의 수 (예: 2차원 기존 마우스 또는 CAD 애플리케이션용으로 설계된 3차원 내비게이터)

## 자판
자판은 버튼 매트릭스로 표현되는 인간 인터페이스 장치이다. 각 버튼 또는 키는 컴퓨터에 영숫자 문자를 입력하거나 컴퓨터의 특정 기능을 호출하는 데 사용될 수 있다. 대부분의 사용자에게는 주요 텍스트 입력 인터페이스 역할을 한다.

### 종류
키보드는 사용 사례에 따라 다양한 폼 팩터로 제공된다. 표준 키보드는 크기 및 키 수, 사용하는 스위치 유형에 따라 분류할 수 있다. 다른 키보드는 숫자 키패드 또는 키어와 같은 특정 사용 사례에 맞춰져 있다.
데스크톱 키보드는 일반적으로 크기가 크고, 완전한 키 이동 거리를 가지며, 멀티미디어 키 및 숫자 키패드와 같은 기능을 포함한다. 노트북 및 태블릿 키보드는 얇은 두께를 달성하기 위해 편안함을 희생하는 경우가 많다.
현대 키보드에는 기계식 스위치(스프링 사용), 가위 스위치(보통 노트북 키보드에서 발견됨) 또는 멤브레인과 같은 다양한 스위치 기술이 사용된다.
일부 키보드는 가상 키보드 또는 투영 키보드와 같이 물리적 키가 없다.
인체공학 키보드인간공학 및 편안함을 디자인에 중점을 둔 키보드.
화음 키보드여러 키를 함께 눌러 사용하는 키보드.
엄지 키보드PDA 및 휴대 전화에서 발견되는 소형 키보드.
키어보드가 없는 화음 키보드.
숫자 키패드일부 키보드에는 숫자 키패드가 포함되어 있지만(일반적으로 오른쪽에 있음), 숫자 키패드는 독립적인 장치로도 발견될 수 있다.

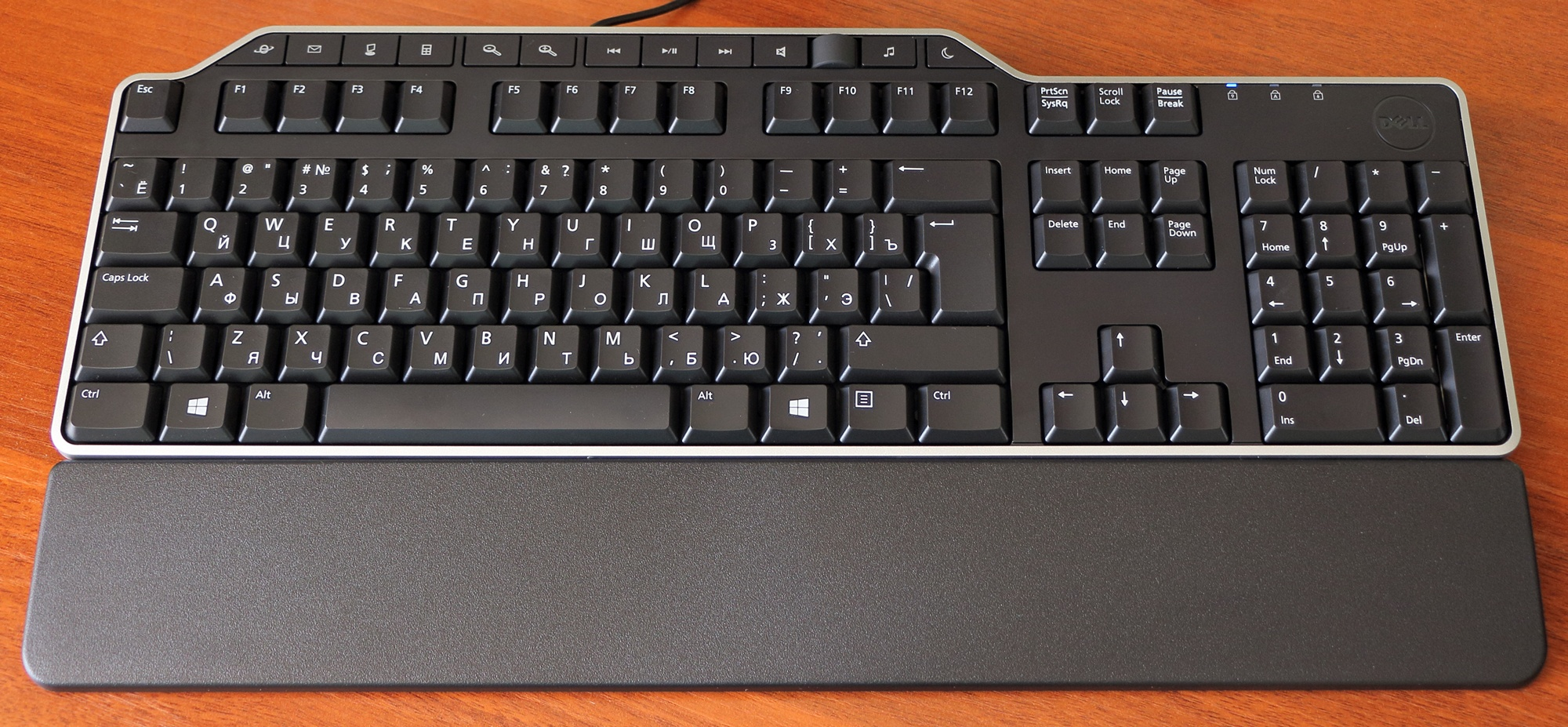
키보드
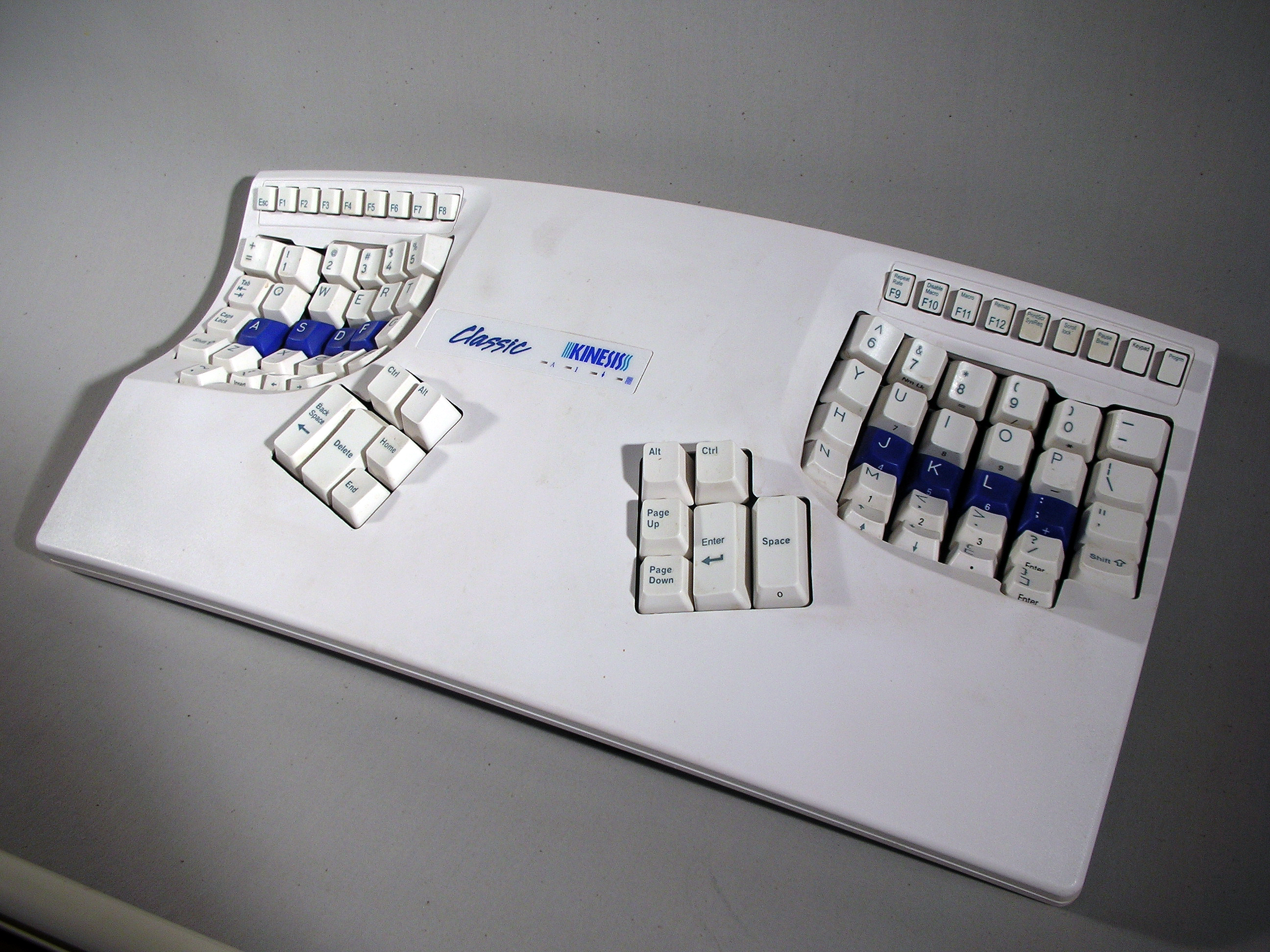
인체공학 키보드
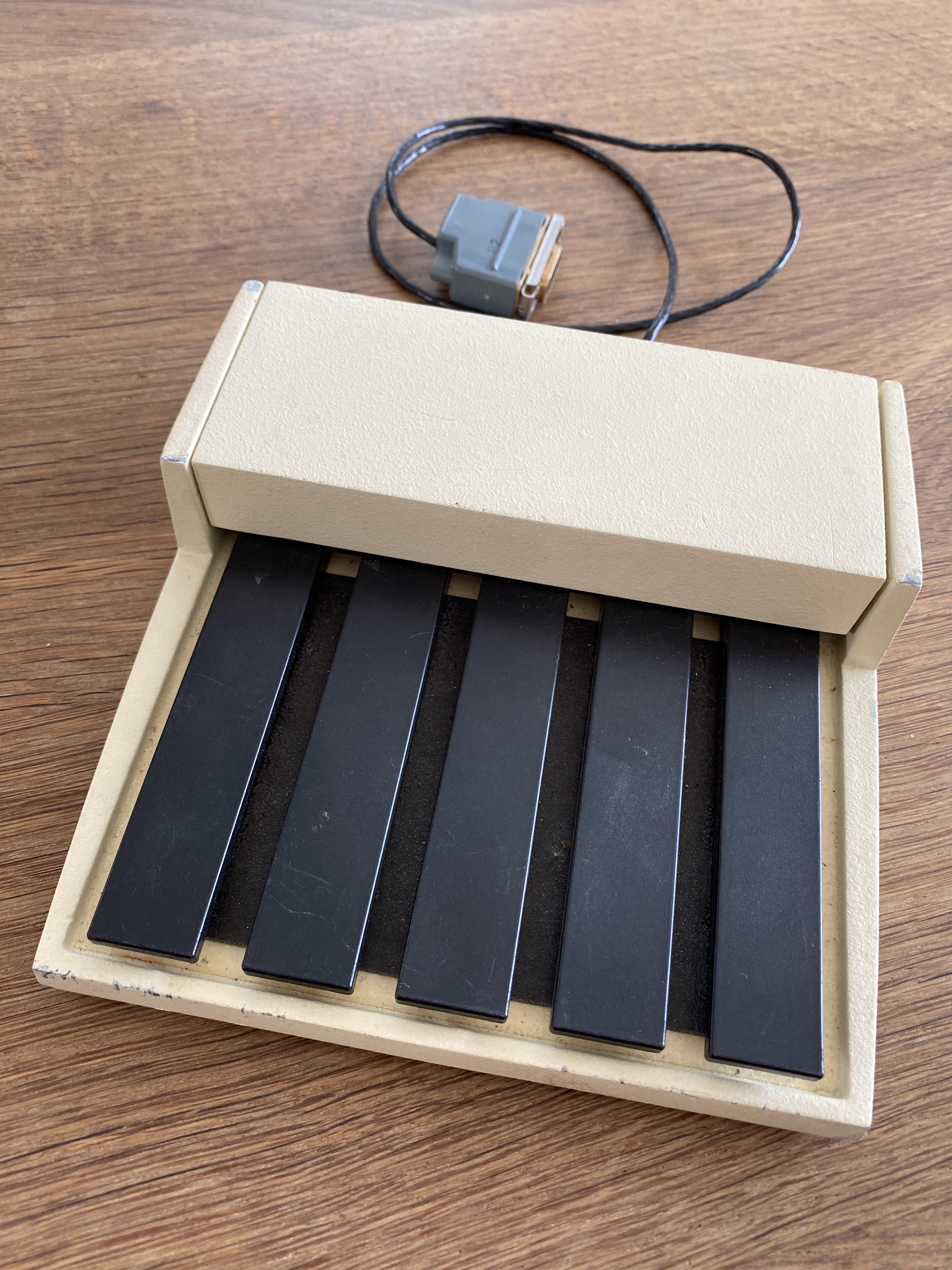
화음 키보드
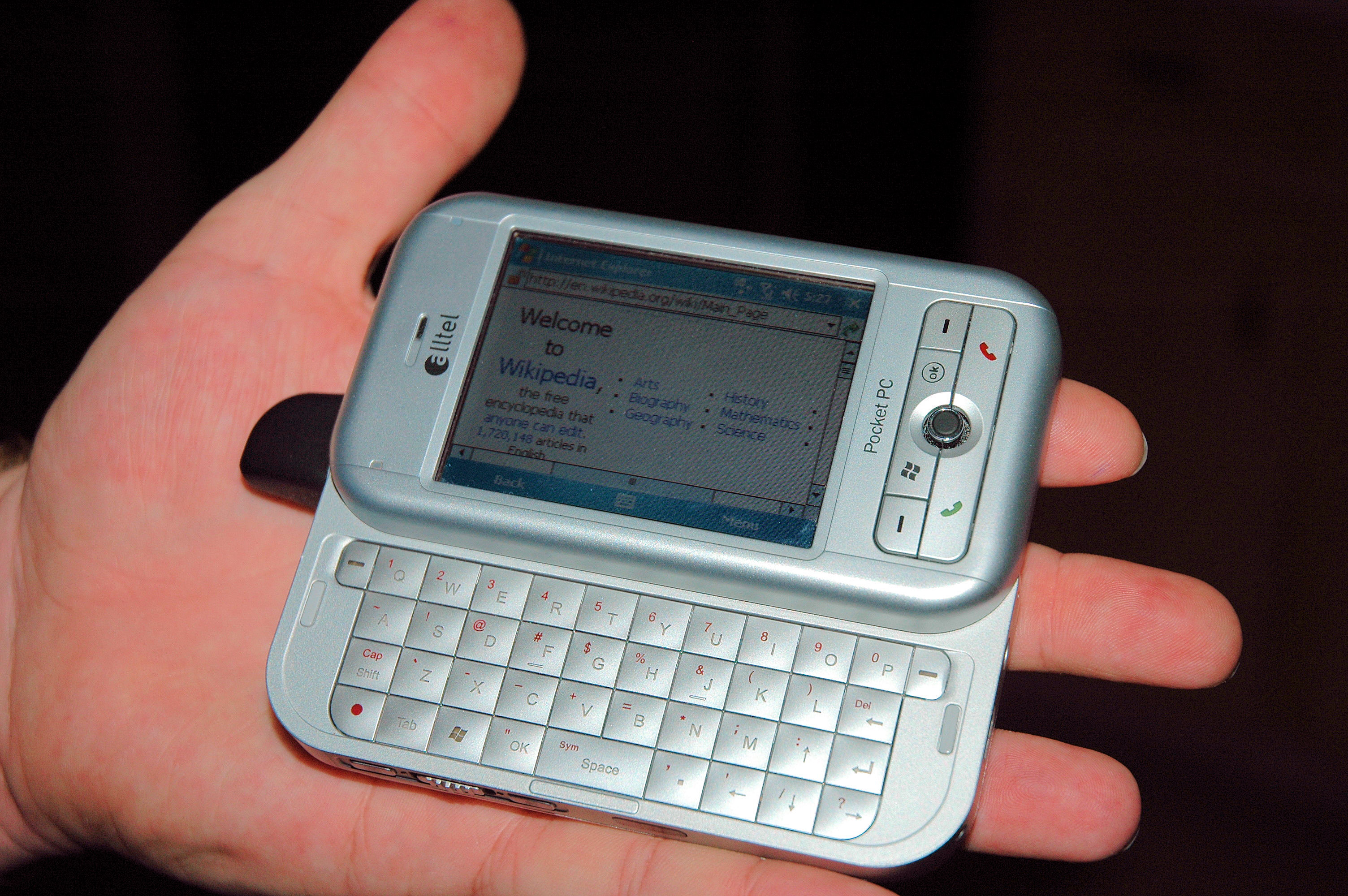
엄지 키보드
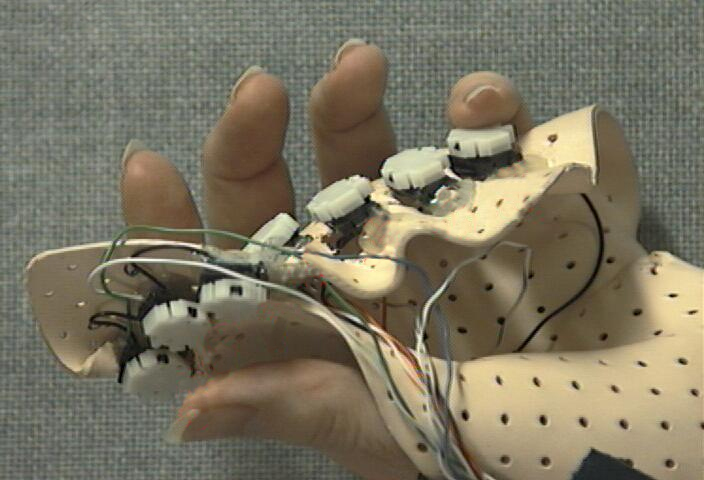
키어
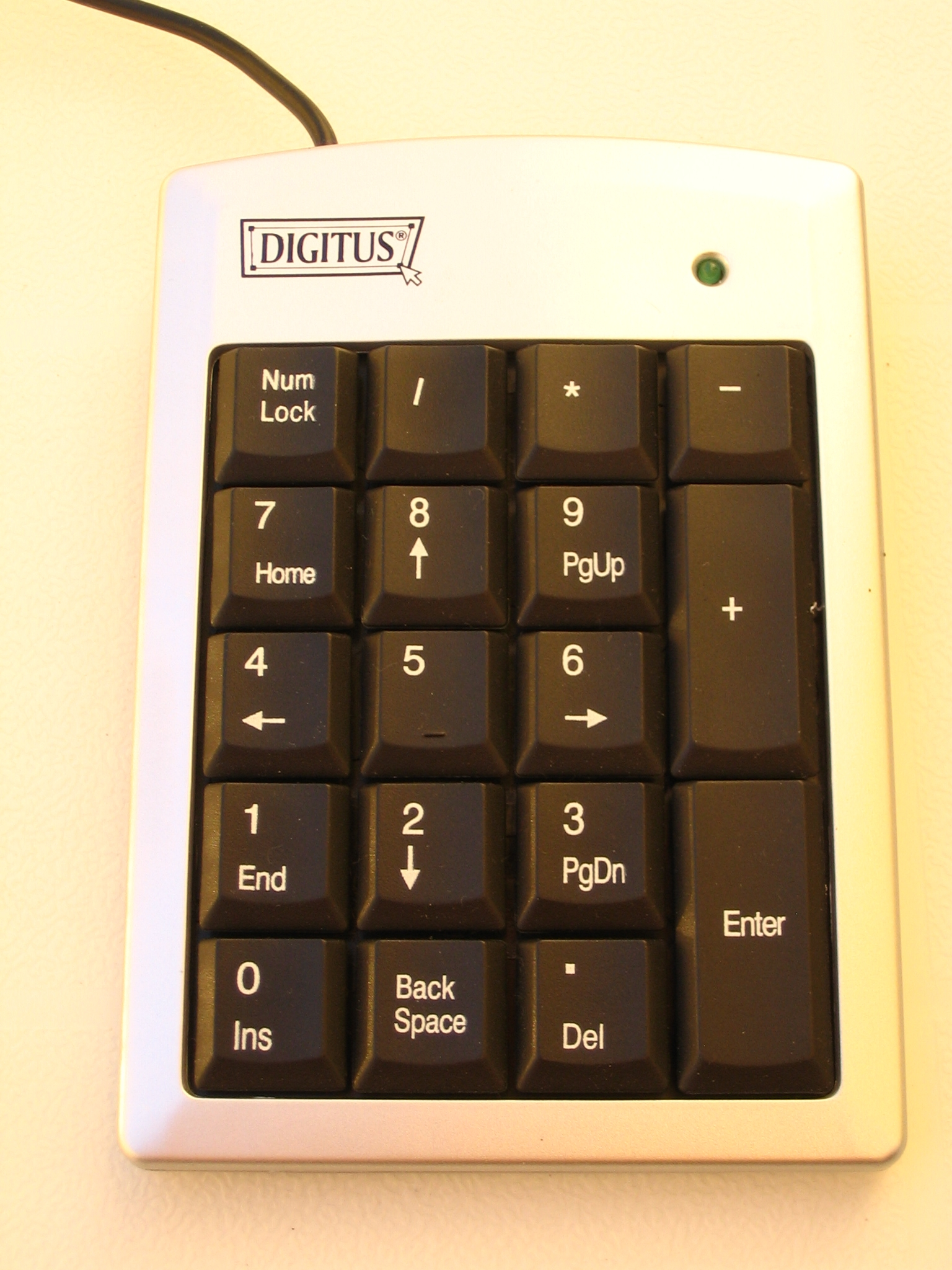
숫자 키패드

## 포인팅 장치

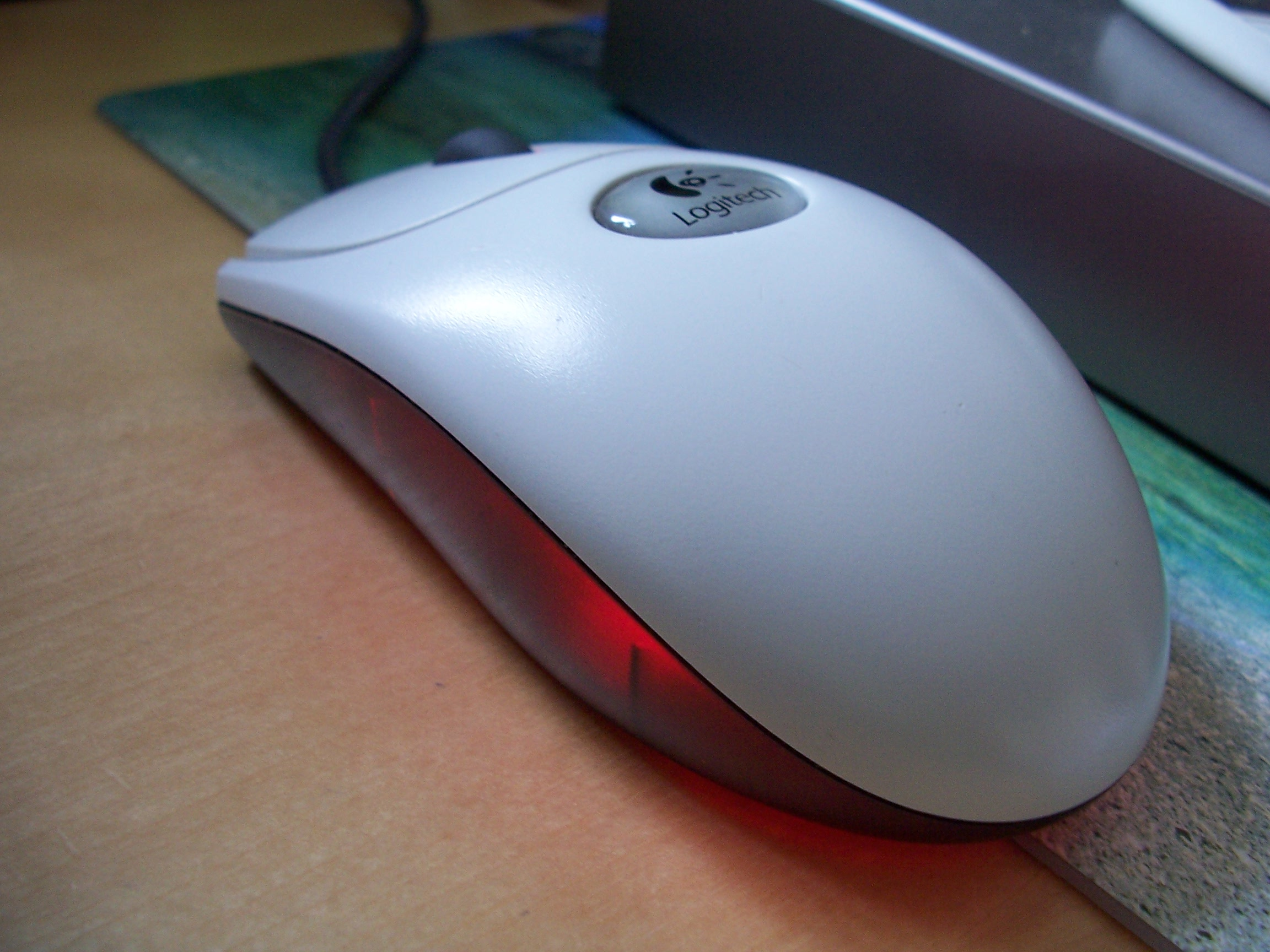
마우스

포인팅 장치는 사용자가 컴퓨터에 공간 데이터를 입력할 수 있도록 한다. 일반적으로 그래픽 사용자 인터페이스(GUI)에서 마우스 포인터를 움직이거나, 터치스크린의 경우 화면의 항목을 물리적으로 터치하여 컴퓨터 화면의 항목을 선택하는 간단하고 직관적인 방법으로 사용된다. 일반적인 포인팅 장치에는 마우스, 터치패드, 터치스크린이 있다.
마우스는 표면에서의 변위를 감지하여 작동하는 반면, 3D 마우스, 조이스틱 또는 포인팅 스틱과 같은 아날로그 장치는 편향 각도를 보고하여 작동한다.

### 종류
포인팅 장치는 다음에 따라 분류할 수 있다.
- 입력이 직접적인지 간접적인지. 직접 입력의 경우 입력 공간이 디스플레이 공간과 일치한다. 즉, 시각적 피드백 또는 포인터가 나타나는 공간에서 포인팅이 이루어진다. 터치스크린과 라이트 펜은 직접 입력을 포함한다. 간접 입력을 포함하는 예로는 마우스와 트랙볼이 있다.[3]
- 위치 정보가 절대적인지 (예: 터치스크린) 상대적인지 (예: 들어 올려서 재배치할 수 있는 마우스)

직접 입력은 거의 필연적으로 절대적이지만, 간접 입력은 절대적일 수도 있고 상대적일 수도 있다. 예를 들어, 내장 화면이 없는 디지털 그래픽 태블릿은 간접 입력을 포함하며 절대 위치를 감지하고 종종 절대 입력 모드로 실행되지만, 터치패드와 같은 상대 입력 모드를 시뮬레이션하도록 설정할 수도 있으며, 여기서 스타일러스 또는 퍽을 들어 올려 재배치할 수 있다. 내장 LCD 태블릿은 그래픽 태블릿 모니터라고도 불리며, 디지털 그래픽 태블릿의 확장판이다. 사용 시 화면을 통해 실시간 위치를 볼 수 있도록 한다.
마우스표면 위에서 움직이는 손에 들고 사용하는 포인팅 장치.
터치패드 또는 트랙패드손가락을 표면 위로 움직여 조작하는 평평한 표면.
터치스크린컴퓨터 화면 위에 놓인 층으로, 손가락이나 스타일러스로 물리적으로 만져서 사용한다.
트랙볼마우스와 유사하게 트랙볼은 소켓에 고정된 볼을 가지고 있다. 마우스를 움직이는 대신 사용자는 손가락으로 볼을 굴린다.
그래픽 태블릿, 디지타이저 또는 드로잉 태블릿스타일러스가 사용되는 평평한 표면으로, 종종 이미지를 그리거나 서명을 캡처하는 데 사용된다.

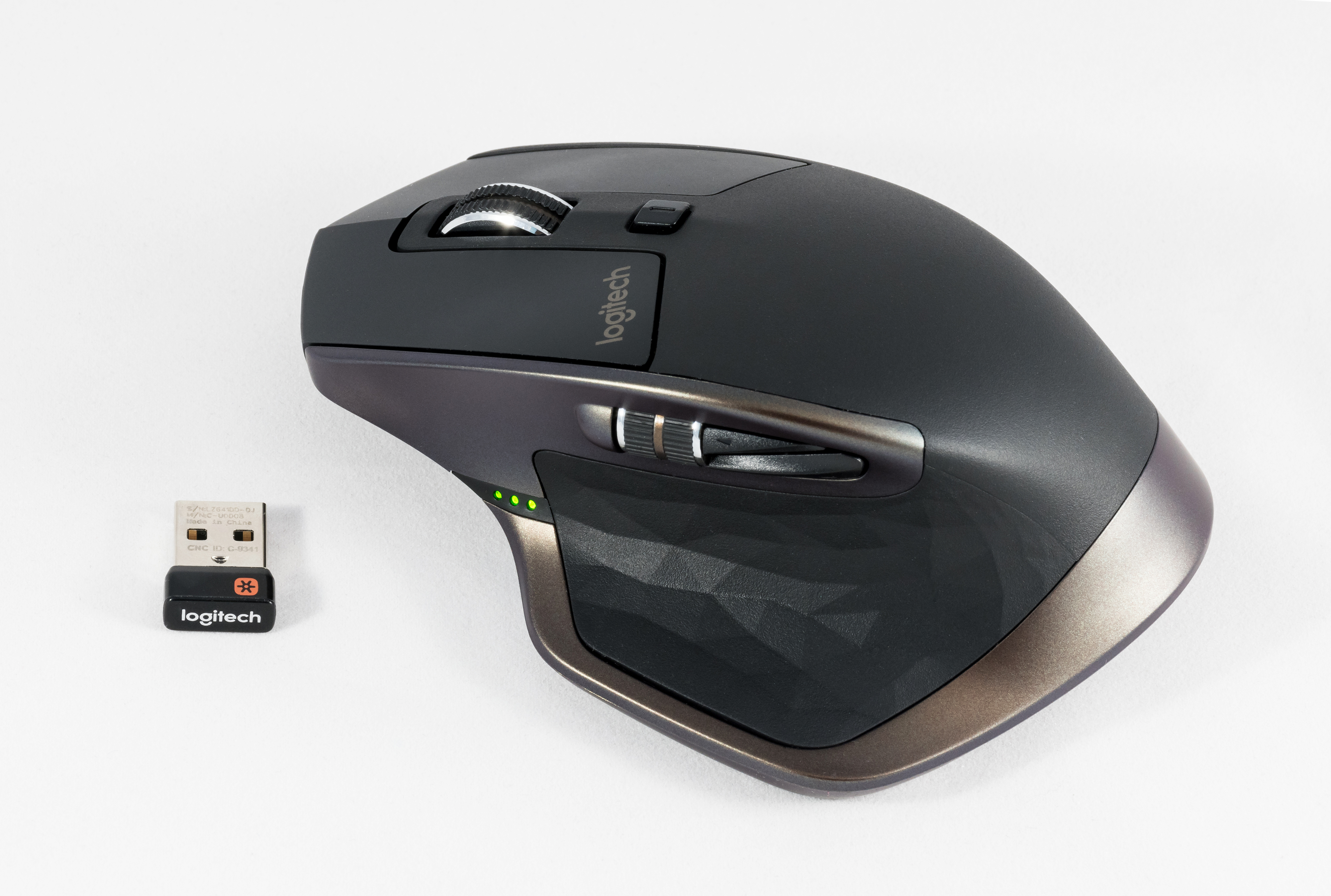
마우스
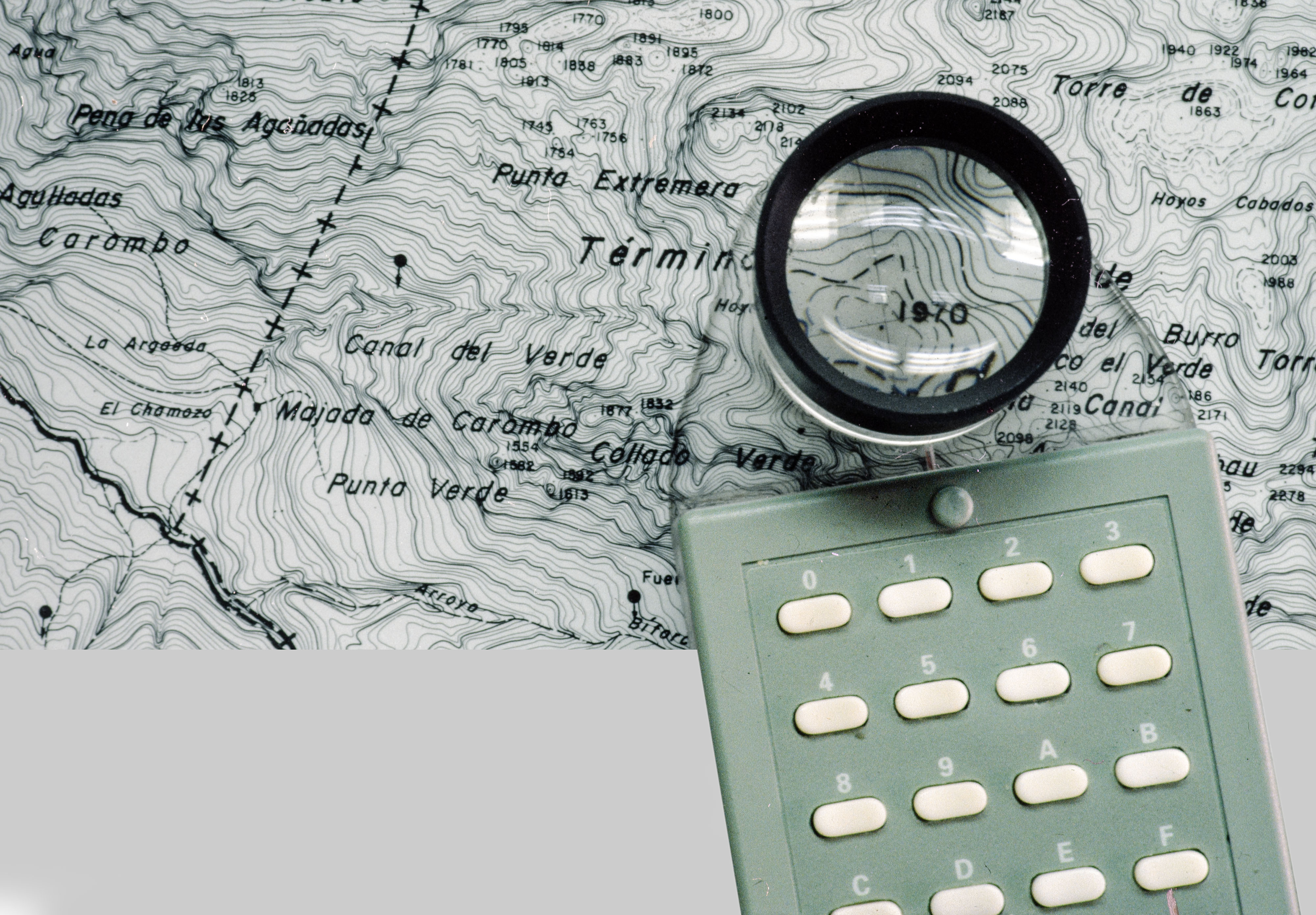
디지타이저 마우스
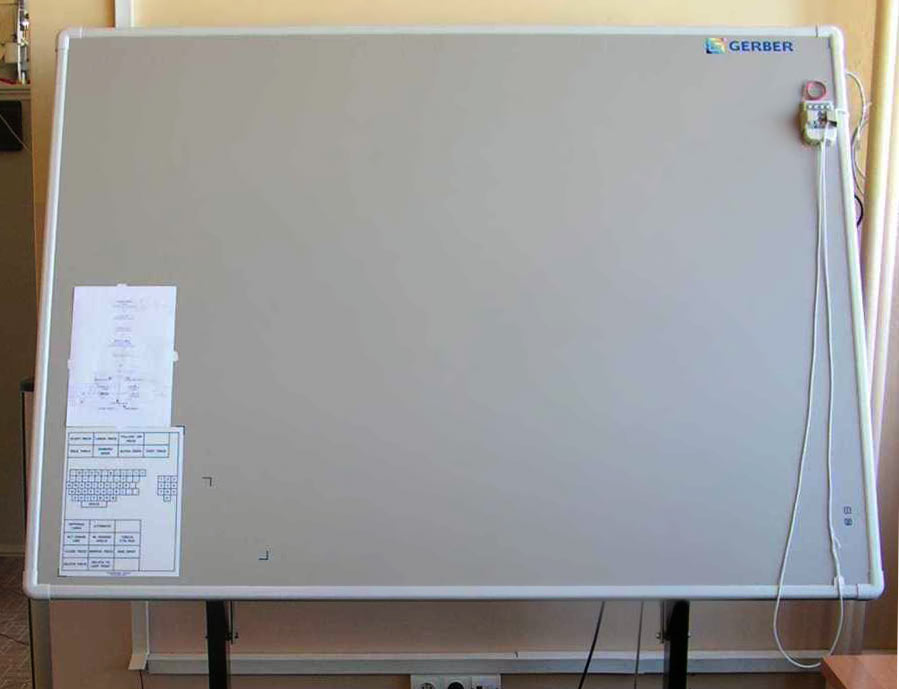
제조사 Summagraphics(OEM'd to Gerber)의 대형 그래픽 태블릿: 퍽의 외부 구리 코일이 명확하게 보인다. 돋보기와 함께 디지타이저 마우스를 사용하는 것에 주목하라.
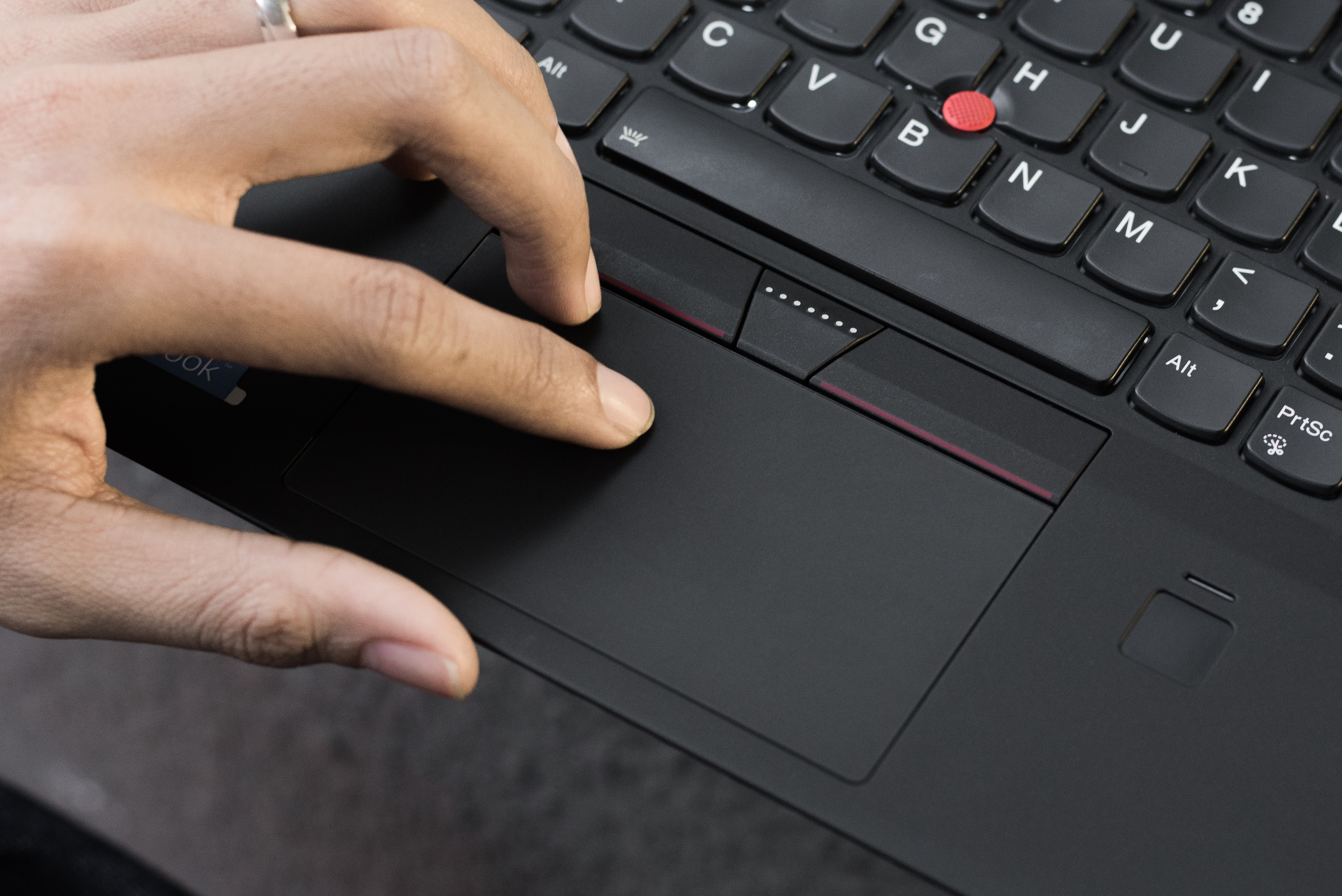
터치패드 (또는 트랙패드)
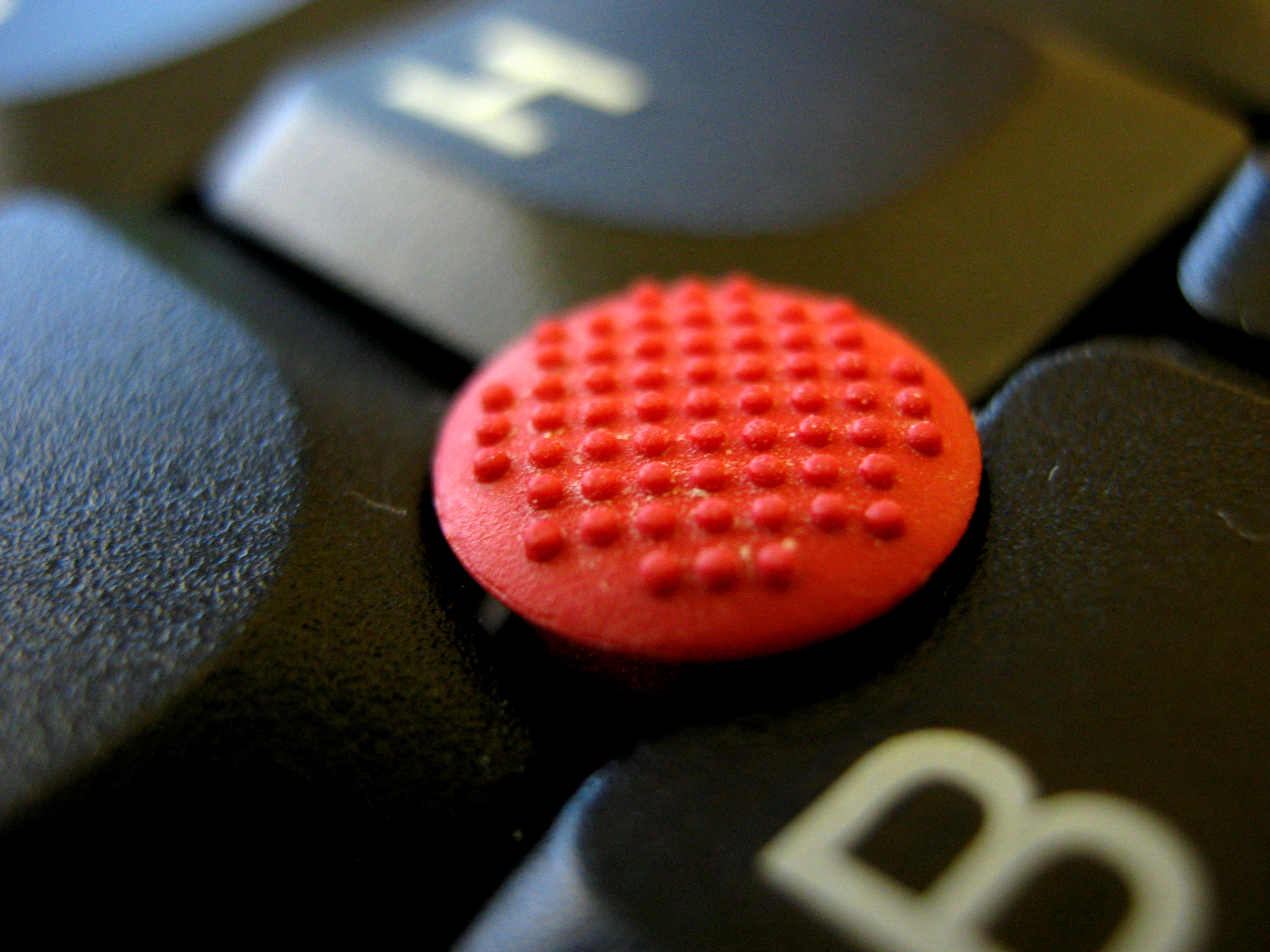
포인팅 스틱
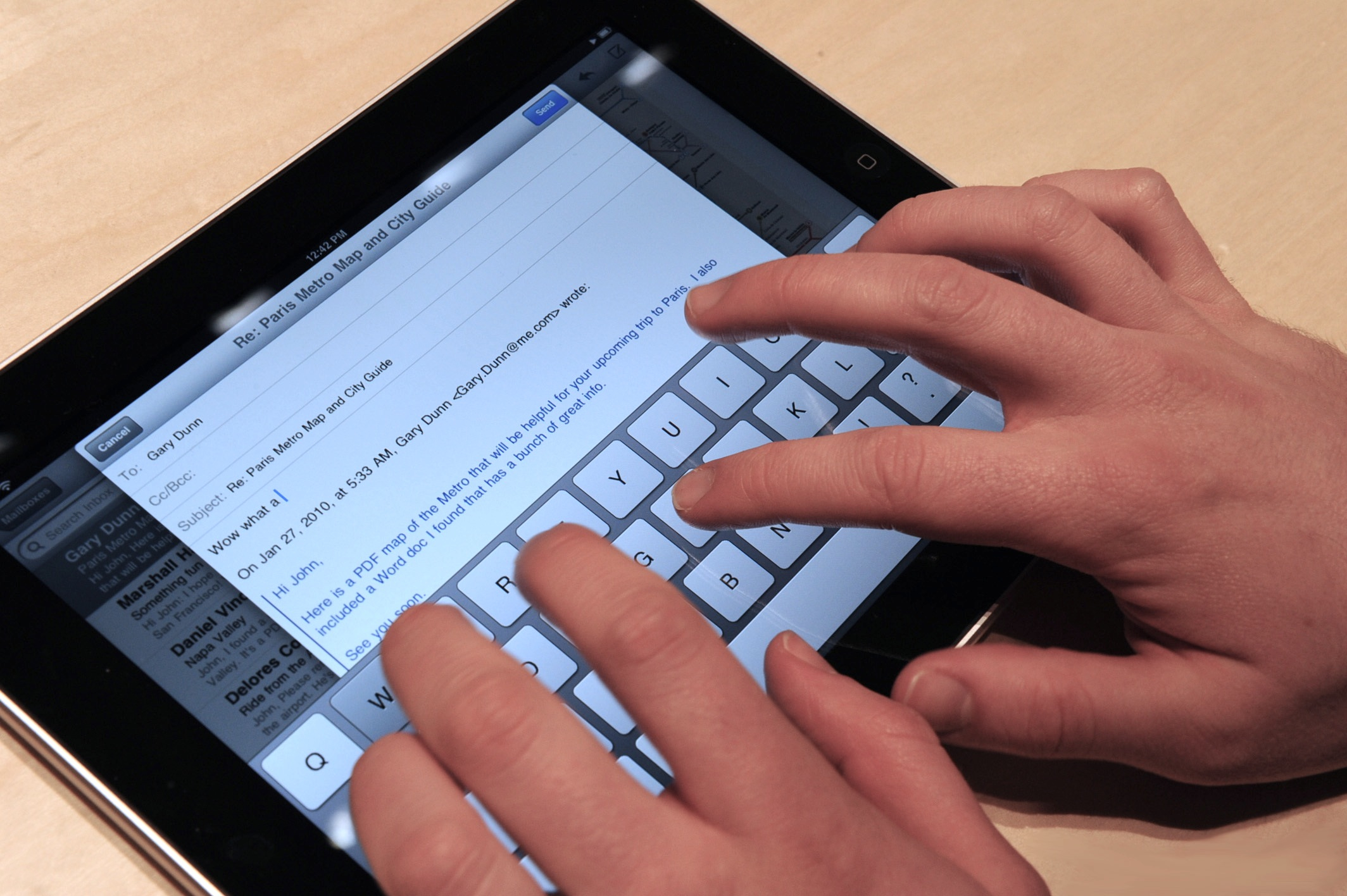
터치스크린
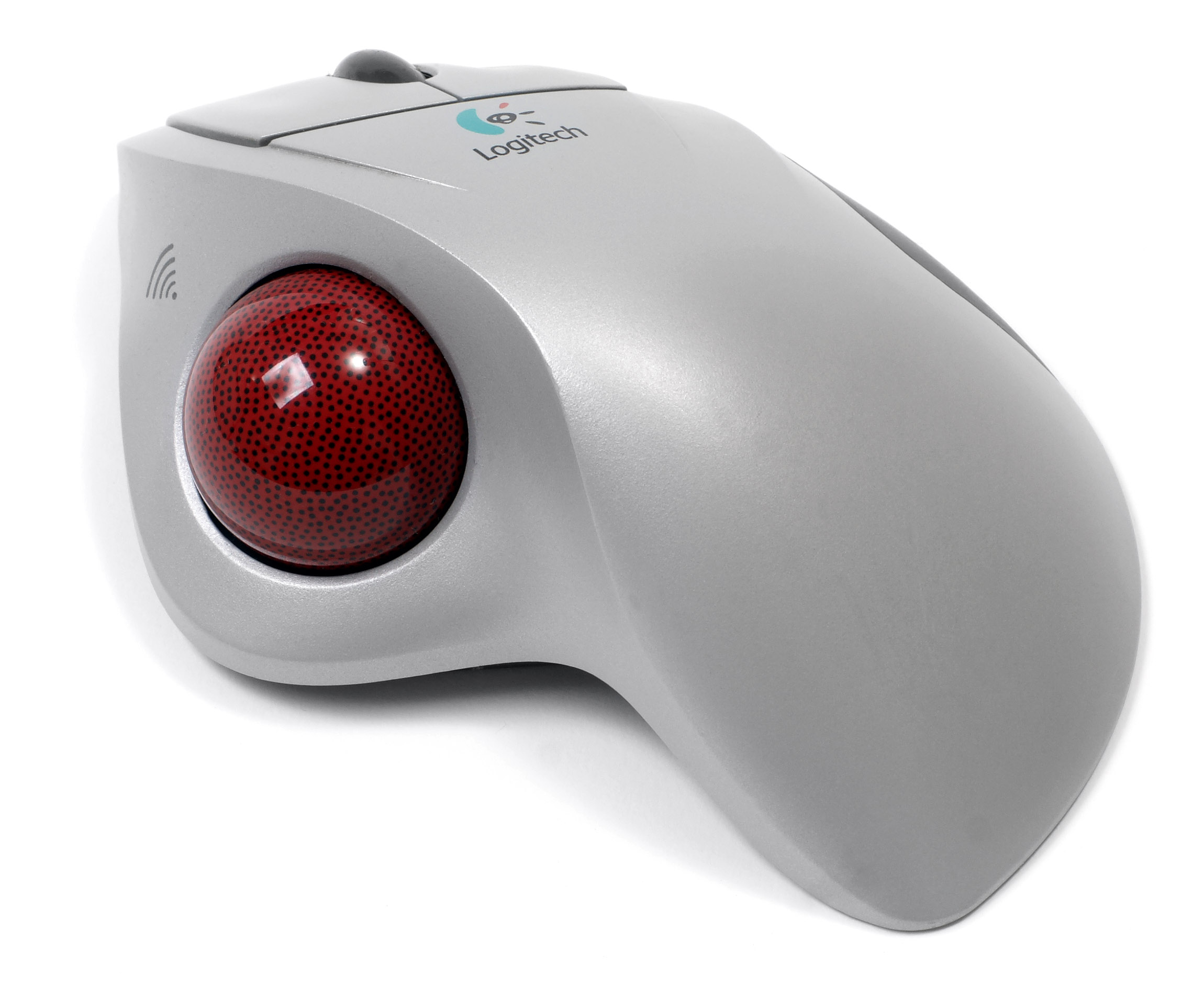
트랙볼
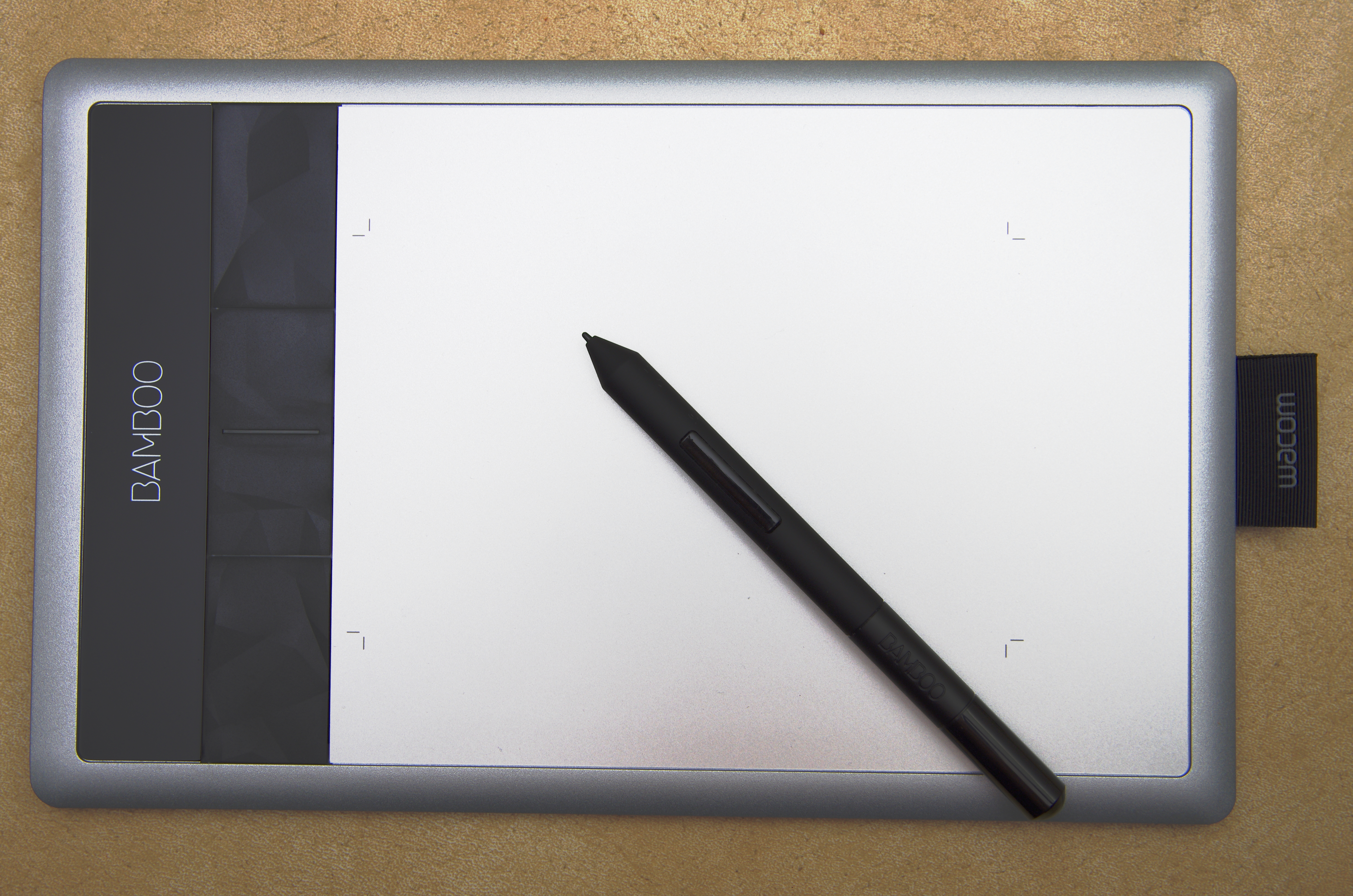
그래픽 태블릿

## 센서

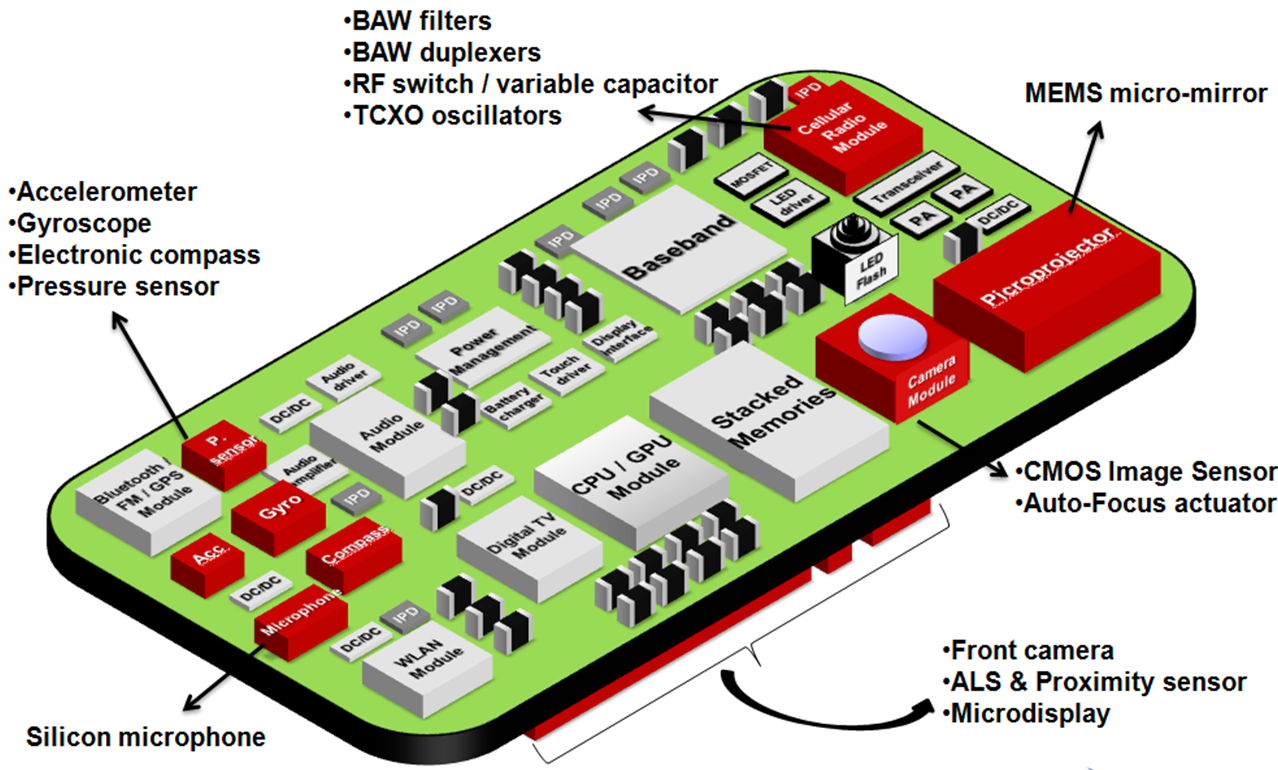
모바일 장치에 사용되는 MEMS 센서(다른 장치 포함)

센서는 물리적 속성을 기반으로 데이터를 생성하는 입력 장치이다.
센서는 일반적으로 모바일 장치에서 물리적 방향과 가속도를 감지하는 데 사용되지만, 시스템 온도를 모니터링하는 데 사용되는 온도계 형태로 데스크톱 컴퓨터에서도 발견될 수 있다.

### 종류
가속도계가속도를 감지한다.
자이로스코프공간 방향을 감지한다.
자기계나침반과 유사하게 자기계는 자기 방향을 감지한다.
근접 센서물체가 근접해 있는지 감지한다.
기압계대기압을 측정한다. 해수면 위 고도를 측정하는 데 사용될 수 있다.
초음파 변환기초음파를 사용하여 물체의 움직임과 범위를 감지한다.
라이다레이저를 사용하여 물체의 범위를 감지한다.
온도계온도를 측정한다. 일반적으로 서미스터 또는 열전대를 사용한다.

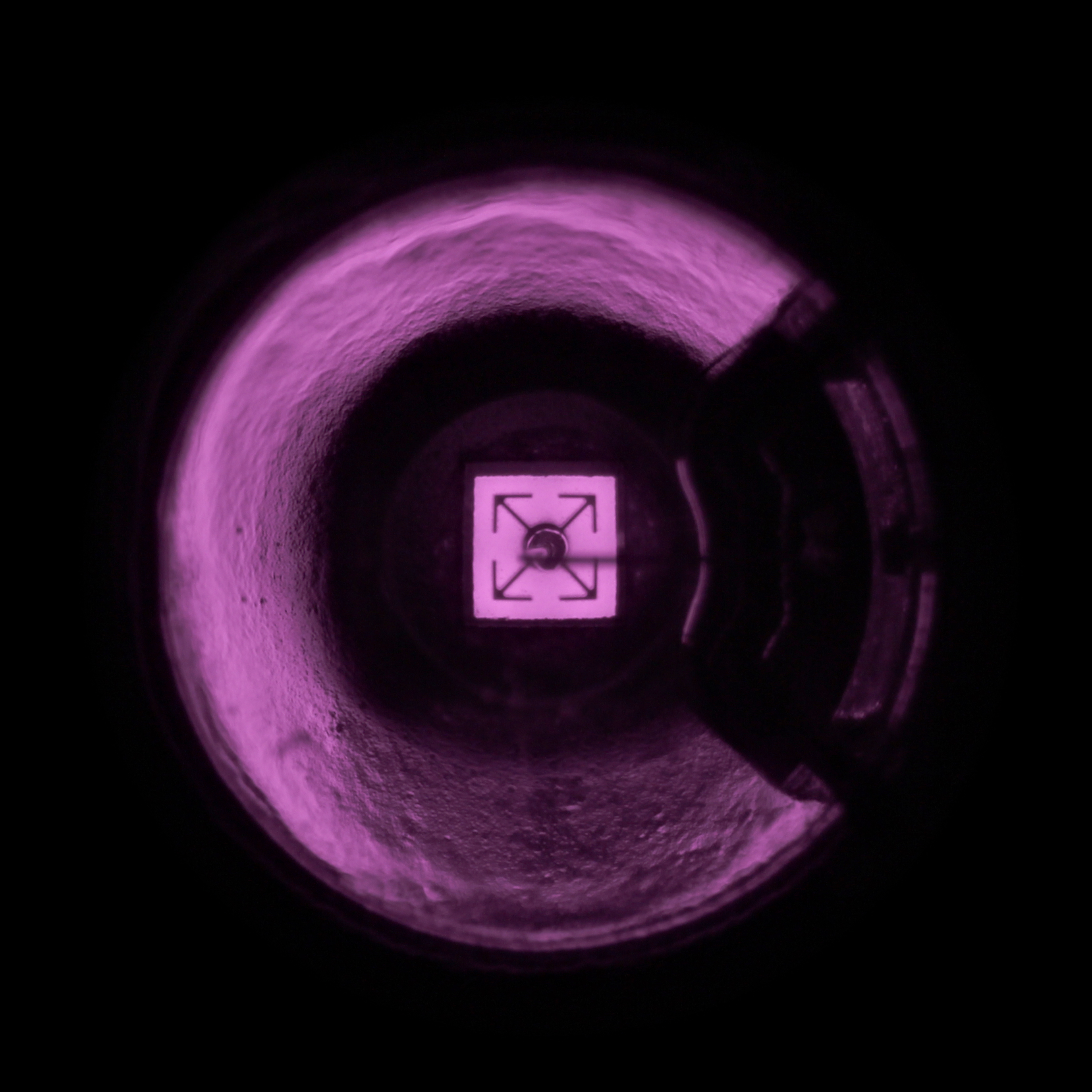
스마트폰에 사용되는 적외선 근접 센서는 사용자의 귀에 대면 화면을 끌 수 있게 한다.

일부 센서는 MEMS로 제작될 수 있으며, 이는 센서를 미세한 크기로 만들 수 있도록 한다.

## 고자유도 입력 장치

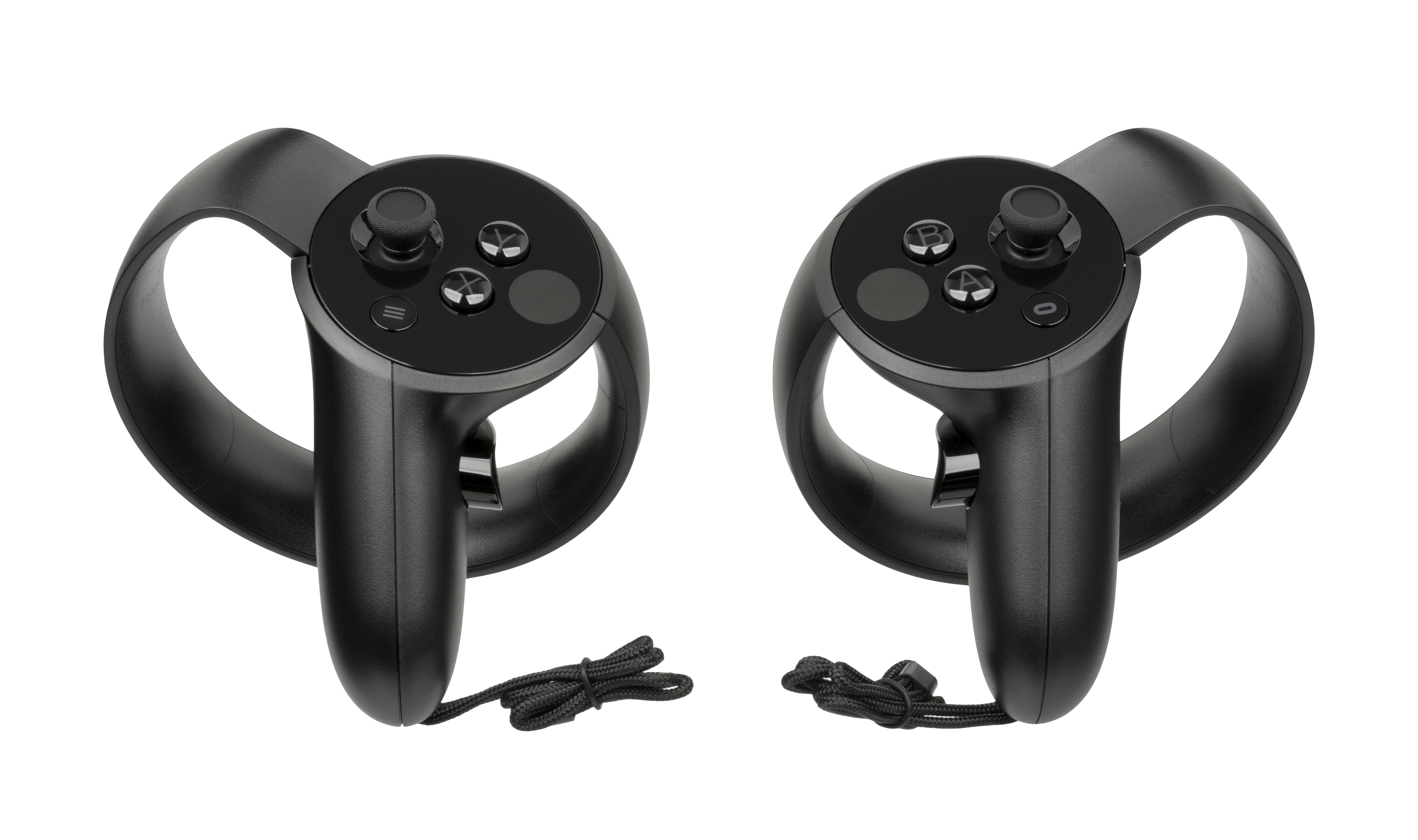
오큘러스 리프트 가상 현실 시스템과 함께 사용되는 컨트롤러

일부 장치는 많은 연속적인 자유도를 입력으로 허용한다. 이러한 장치는 포인팅 장치로 사용될 수 있지만, 일반적으로 3D 애플리케이션에서 카메라 각도를 제어하는 것처럼 공간의 특정 위치를 가리키지 않는 방식으로 사용된다. 이러한 종류의 장치는 일반적으로 가상 현실 시스템(CAVE)에서 사용되며, 6 자유도를 등록하는 입력이 필요하다.

## 복합 장치
버튼과 조이스틱과 같은 입력 장치는 하나의 물리적 장치에 결합될 수 있으며, 이를 복합 장치라고 생각할 수 있다. 많은 비디오 게임 장치에는 이와 같은 컨트롤러가 있다. 기술적으로 마우스는 움직임을 추적하고 클릭을 위한 버튼을 제공하므로 복합 장치이지만, 복합 장치는 일반적으로 두 가지 이상의 다른 형태의 입력을 가지는 것으로 간주된다.

### 예시
조이스틱고정된 베이스에서 회전하는 스틱으로 구성된다.
게임패드, 또는 조이패드현대 비디오 게임을 플레이하는 데 자주 사용되는 휴대용 장치.
패들다이얼과 버튼으로 구성된 게임 컨트롤러이거나, 그리핀 파워메이트 또는 마이크로소프트 서피스 다이얼과 같은 입력 장치일 수 있다.
레이싱 휠레이싱 비디오 게임을 플레이하는 데 사용될 수 있는 모방 스티어링 휠.
Wii 리모컨닌텐도 위 비디오 게임 콘솔과 함께 사용되는 리모컨으로, 가속도계와 포인팅 기능을 통합한다.

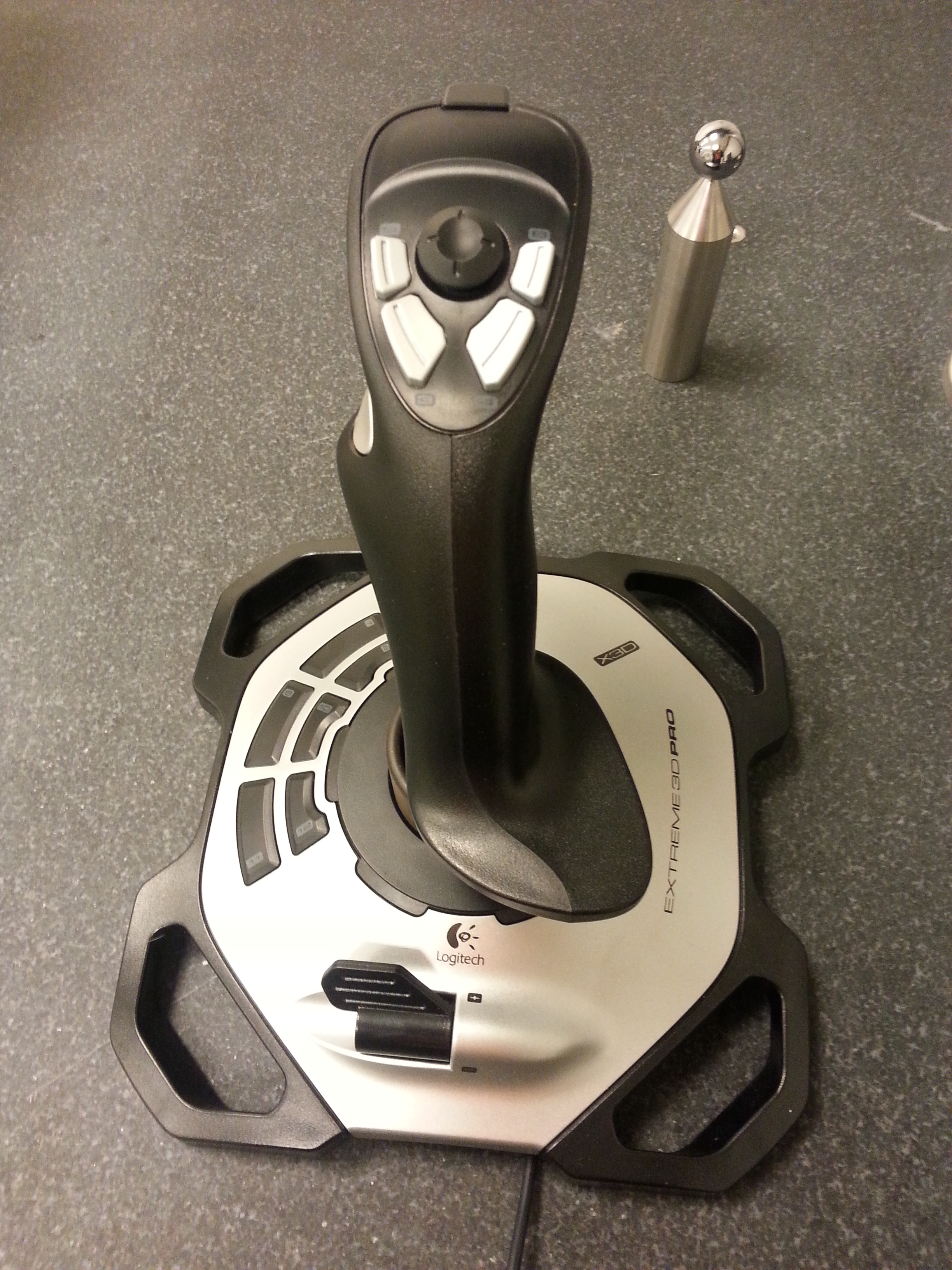
조이스틱 컨트롤러
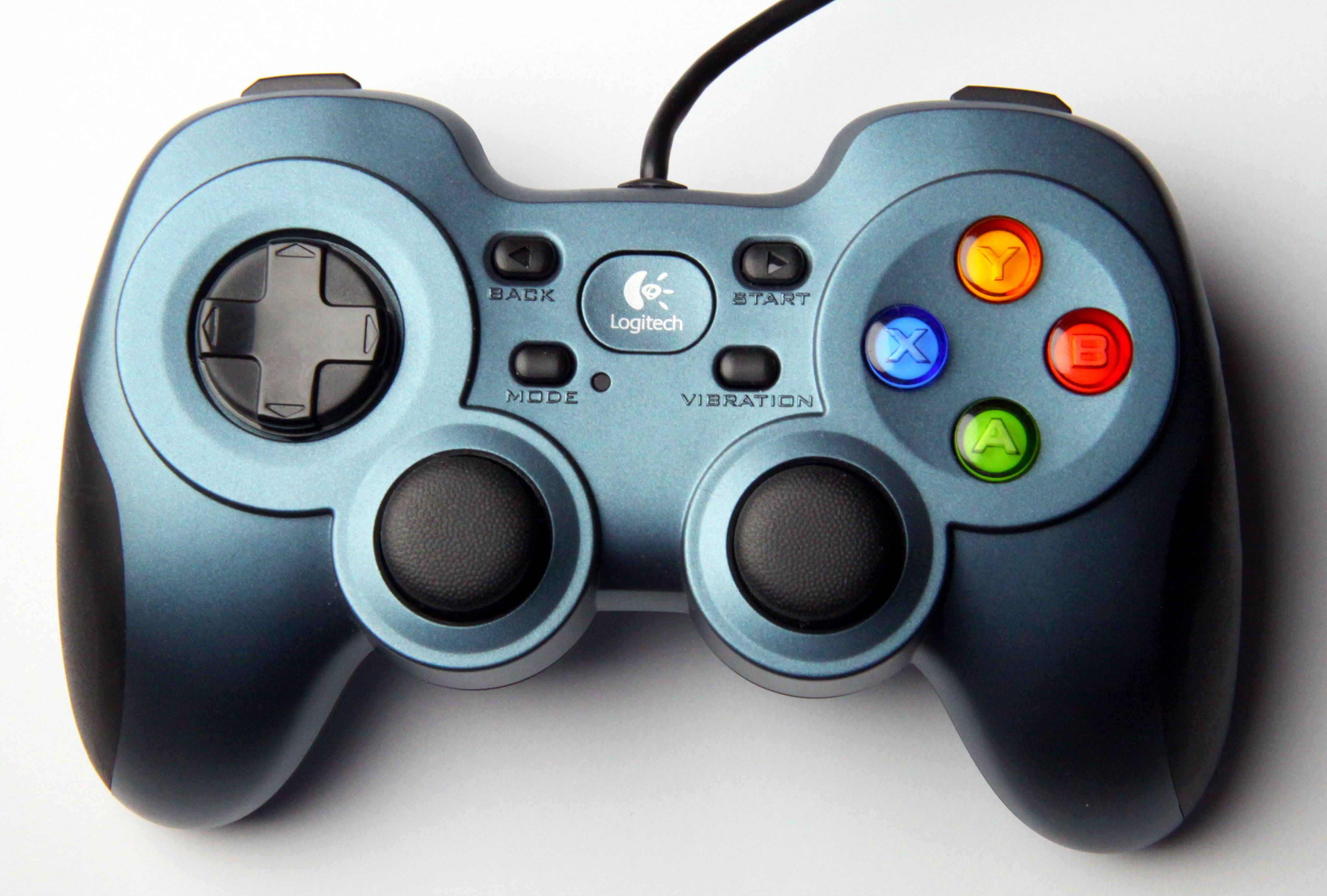
게임패드 (또는 조이패드)
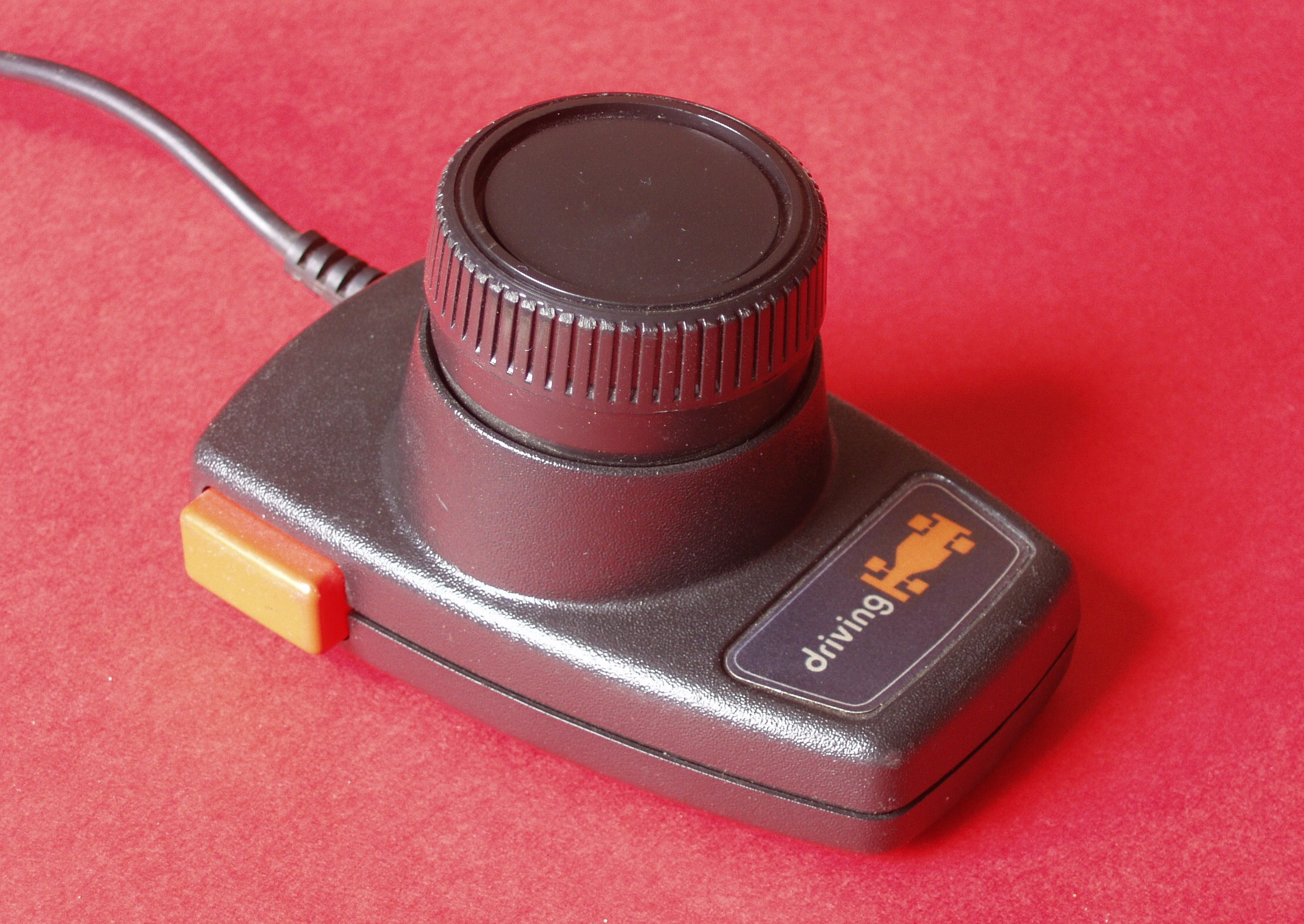
패들 (게임 컨트롤러)
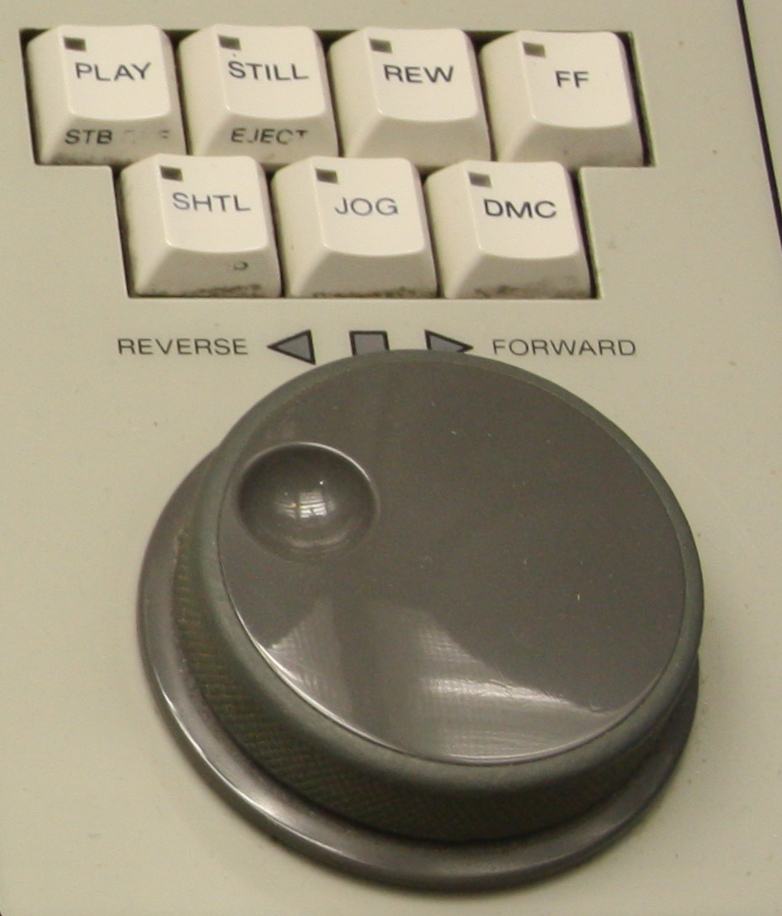
조그 다이얼/셔틀 (또는 노브)
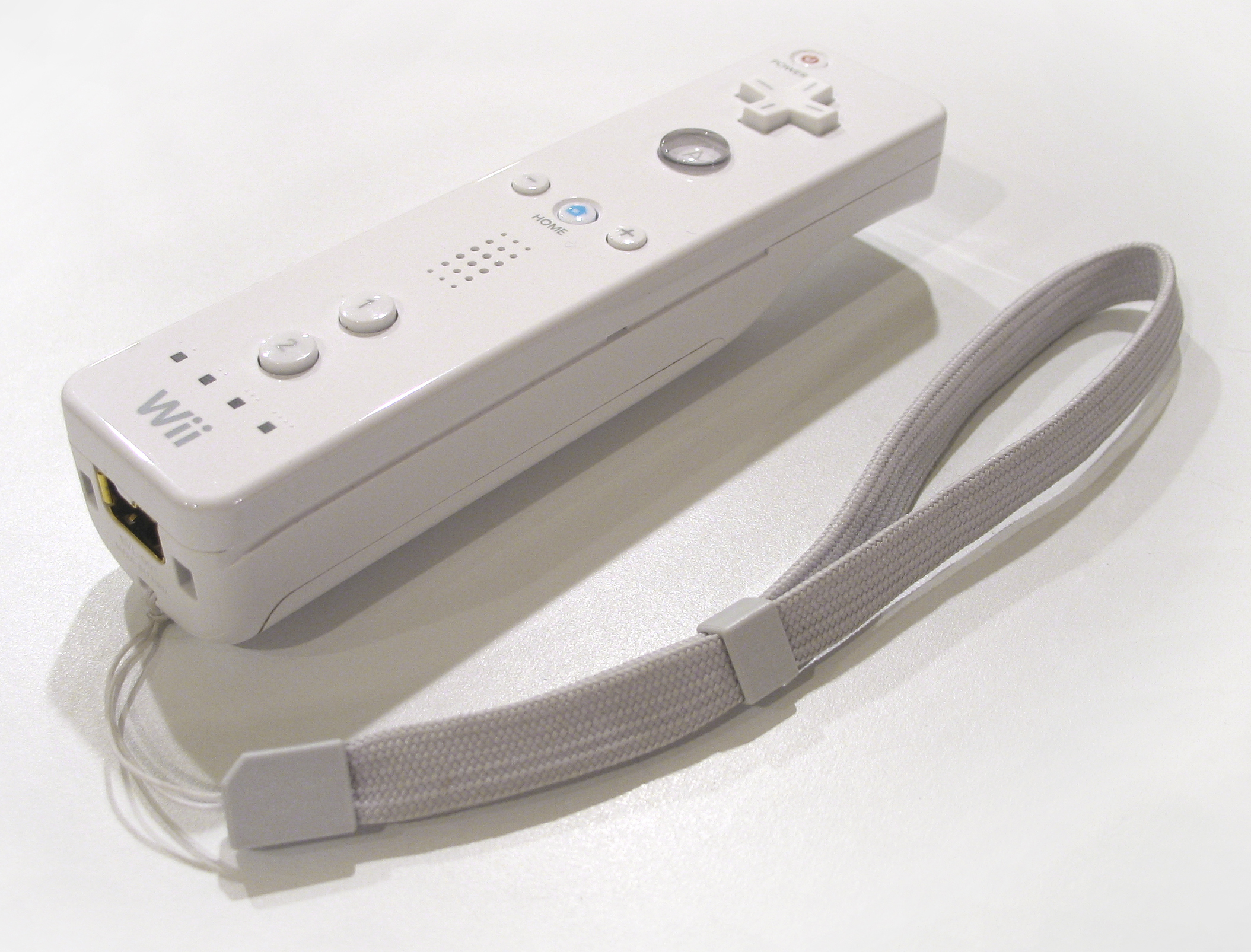
Wii 리모컨

## 비디오 입력 장치

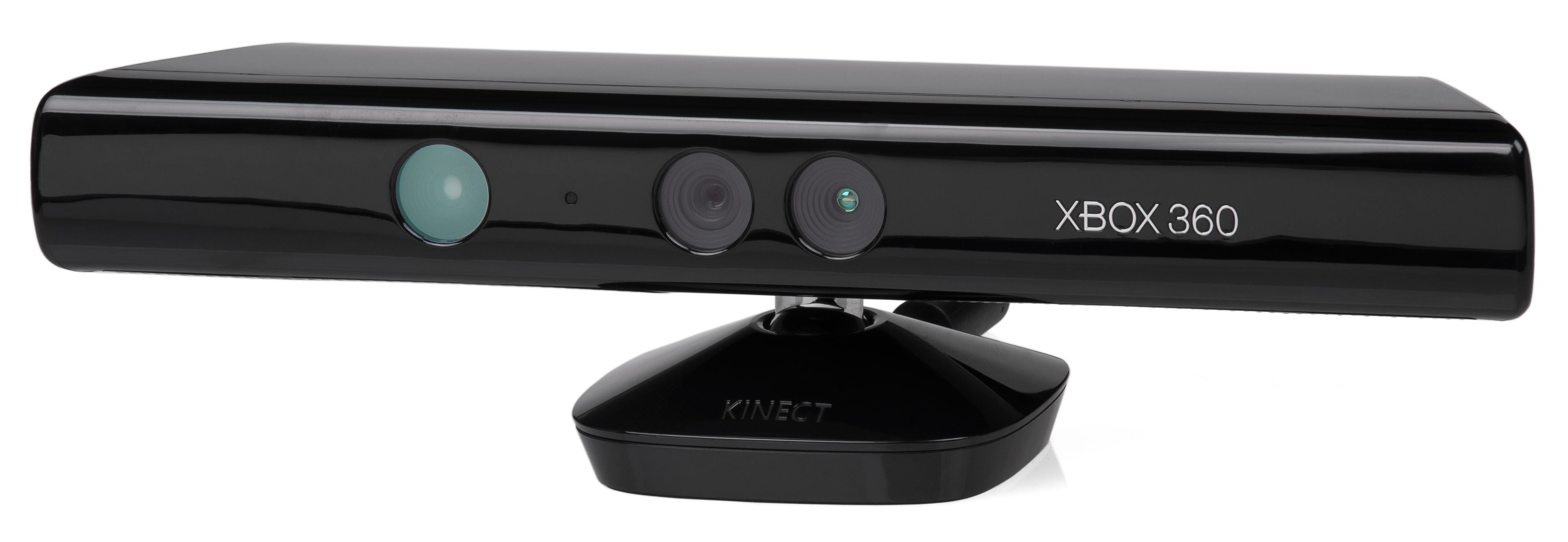
인간의 움직임을 시각적으로 감지하여 작동하는 마이크로소프트 키넥트 센서

비디오 입력 장치는 외부의 이미지나 비디오를 컴퓨터로 디지털화하는 데 사용된다. 정보는 사용자의 요구 사항에 따라 다양한 형식으로 저장될 수 있다.
많은 비디오 입력 장치는 카메라 센서를 사용한다.

### 종류
- 디지털 카메라
- 디지털 캠코더
- 포터블 미디어 플레이어
- 웹캠
- 마이크로소프트 키넥트 센서
- 이미지 스캐너
- 지문 스캐너
- 바코드 판독기
- 3D 스캐너
- 레이저 거리 측정기
- 시선 추적기

## 녹음기
음성 입력 장치는 소리를 캡처하는 데 사용된다. 경우에 따라 오디오 출력 장치를 입력 장치로 사용하여 생성된 소리를 캡처할 수 있다. 오디오 입력 장치를 통해 사용자는 컴퓨터로 오디오 정보를 보내 처리, 녹음 또는 명령을 실행할 수 있다. 마이크와 같은 장치를 사용하면 음성 메시지를 녹음하거나 소프트웨어를 탐색하기 위해 컴퓨터에 말을 할 수 있다. 녹음 외에도 오디오 입력 장치는 음성 인식 소프트웨어와 함께 사용된다.

### 종류
- 마이크로폰
- MIDI 키보드 또는 기타 디지털 악기

## 천공지
천공 카드와 천공 테이프는 20세기에 자주 사용되었다. 천공된 구멍은 1을 나타냈고, 구멍이 없는 것은 0을 나타냈다. 기계식 또는 광학식 판독기가 천공 카드 또는 테이프를 입력하는 데 사용되었다.

## 기타 종류
- 제스처 인식
- 디지털 펜
- 자기 잉크 문자 인식
- 흡입 및 불기#컴퓨터 입력 장치

## 같이 보기
- 디스플레이 장치
- 주변기기

## 더 읽어보기
- N. P. Milner. 1988
- 컴퓨터 시스템에 대한 다양한 입력 장치와 관련된 인간 성능 및 선호도 검토. In Proceedings of the Fourth Conference of the British Computer Society on People and computers IV, D. M. Jones and R. Winder (Eds.). Cambridge University Press, New York, NY, USA, 341–362. ISBN 0-521-36553-8